# Jolande Withuis
Jolande Withuis (Zutphen, 6 juli 1949) is een Nederlandse sociologe, feministe en schrijfster. Haar publicaties betreffen onder meer de naoorlogse geschiedenis van het Nederlandse communisme en de Nederlandse bevrijding van het nazisme op basis van archiefonderzoek en veel interviews.

## Levensloop
Jolande Withuis is een dochter van de schaker B.J. Withuis, gedurende de Koude Oorlogsjaren journalist van het dagblad De Waarheid. Ze studeerde sociologie/antropologie aan de Universiteit van Amsterdam en vulde dat aan met studie in psychiatrie, politicologie en geschiedenis. Van 1980 tot 1996 doceerde ze vrouwenstudies aan de Vrije Universiteit Amsterdam en de Universiteit van Nijmegen en vanaf 1999 tot 2014 was ze als onderzoeker aan het NIOD verbonden. In 1990 promoveerde ze op een historisch-sociologisch onderwerp (zie hieronder).
Naast haar wetenschappelijke loopbaan ontwikkelde Withuis een grote activiteit als schrijver. Zo recenseerde ze sedert 1981 fictie en non-fictie voor NRC Handelsblad, was ze van 1995 tot 2007 columniste van het feministische maandblad Opzij, van 1997 tot 2003 lid van de redactie van het Maandblad voor geestelijke volksgezondheid en van 2009 tot 2011 columniste bij het Historisch Nieuwsblad.
In 1999 werd bij Withuis borstkanker geconstateerd, waarover ze meermalen heeft geschreven, onder meer in het essay Mijn kwaadaardige onderhuurders. Op 5 augustus 2012 was ze te gast in het programma Zomergasten. De live-uitzending moest worden gestaakt omdat zij een migraineaanval had, zodat haar keuzefilm Cría cuervos tweemaal werd uitgezonden. Door een herenakkoord, waarbij de NCRV zendtijd afstond, kon de VPRO op zaterdagnacht 1 september 2012 het gemiste stuk Zomergasten als bijzondere zevende aflevering uitzenden in het format van een huisbezoek in haar woonplaats Zutphen.

## Werk
In haar proefschrift uit 1990, Opoffering en heroïek. De mentale wereld van een communistische vrouwenorganisatie in naoorlogs Nederland, 1946-1976, ontwikkelde Withuis de werkwijze die haar handelsmerk zou worden: een literaire stijl, een combinatie van sociologische, psychologische en historische gezichtspunten, oog voor enerzijds mentale drijfveren, anderzijds politiek-historische context, gebruik van zowel mondelinge bronnen als archiefmateriaal. Met haar onthullingen – in haar proefschrift en latere publicaties – omtrent de verkrachting van gevangenen uit het concentratiekamp Ravensbrück door soldaten van het Rode Leger, hun bevrijders, haalde Withuis zich het onbegrip op de hals van de communistische achterban. Temeer omdat ze zelf afkomstig is van een CPN-milieu, werd haar werk als nestbevuiling begrepen.
Na Opoffering en heroïek concentreerde Withuis zich op de nasleep van de Tweede Wereldoorlog. Als onderzoekster bij het NIOD publiceerde ze tal van boeken en artikelen, waarvan er diverse werden bekroond. In 2002 verscheen Erkenning. Van oorlogstrauma naar klaagcultuur. In 2005 verscheen Na het kamp. Vriendschap en politieke strijd, over de naoorlogse lotgevallen van Nederlandse overlevenden van onder meer Auschwitz, Buchenwald, Dachau en Natzweiler. En in 2008 verscheen een biografie van een van deze overlevenden Pim Boellaard.
Op uitnodiging van het Ministerie van Binnenlandse Zaken en Koninkrijksrelaties schreef Withuis in 2007 een essay over het moslima-terrorisme, Sekse en sekte. Een verkorte versie hiervan werd onder de titel Lijden, strijden, heilig worden gepubliceerd in Trouw en vertaald in het Engels en het Deens. Haar hierin geuite kritische standpunten over de islam riepen controverse op.
Withuis heeft een biografie van koningin/prinses Juliana geschreven, waarvan in maart 2014 als voorpublicatie Juliana's vergeten oorlog verscheen, waarin ze laat zien dat Juliana in de oorlog beslist niet enkel haar kinderen opvoedde, maar ook talrijke lezingen gaf ten behoeve van de geallieerde zaak.
In oktober 2016 verscheen de eigenlijke biografie onder de titel Juliana. Vorstin in een mannenwereld. Deze werd in het algemeen geprezen, maar er bleek wel uit dat haar huwelijk met prins Bernhard nog veel slechter was dan reeds werd aangenomen. Prinses Irene was de enige van de koninklijke familie die publiekelijk commentaar leverde door te stellen dat zij diep gekwetst was en dat er volgens haar te veel geïnterpreteerd werd op een manier die niet overeenstemde met haar eigen beleving en herinnering.
In 2017 hield Withuis de Bill Minco-lezing.
In 2018 kwam het boek Raadselvader uit. Daarin beschrijft Withuis het leven van haar vader, schaker/organisator en communist Berry Withuis, en hoe de opvoeding het leven van de kinderen beïnvloedde.
Op 7 december 2018 hield ze onder de titel Leve het Leven. Over vrijheid en de biografie de 47ste Huizingalezing in de Pieterskerk in Leiden. Co-referent was Elisabeth Leijnse.
In 2019 werd ze geïnterviewd door Fokke Obbema voor zijn boek De zin van het leven. Daarin betoogt ze dat het leven geen zin heeft en dat zingeving tot groot leed kan leiden, zelfs tot massamoord.
In 2021 verscheen Withuis' biografie van de Nederlandse kunstenares Jeanne Bieruma Oosting.

## Prijzen
- 1991 - Jaarprijs van de Nederlandse Kring voor Wetenschap der Politiek voor Opoffering en heroïek. De mentale wereld van een communistische vrouwenorganisatie in naoorlogs Nederland, 1946-1976.
- 2003 - ICODO-prijs (bevordering aandacht voor oorlogsgetroffenen) voor Erkenning. Van oorlogstrauma naar klaagcultuur.
- 2006 - NWO-Eurekaprijs (bevordering wetenschapscommunicatie) voor Na het kamp. Vriendschap en politieke strijd.
- 2009 - Libris Geschiedenis Prijs voor Weest manlijk, zijt sterk. Pim Boellaard 1903-2001. Het leven van een verzetsheld.
- 2010 - Erik Hazelhoff Biografieprijs voor Weest manlijk, zijt sterk. Pim Boellaard 1903-2001. Het leven van een verzetsheld.

#### Nominaties en voordrachten
- 2010 - nominatie voor de Pfizer Persprijs voor het essay Mijn kwaadaardige onderhuurders.
- 2018 - nominatie voor de Nederlandse Biografieprijs voor Juliana. Vorstin in een mannenwereld.